# شريف مجدلاني
شريف مجدلاني (1960-) هو كاتب وروائي وأستاذ لبناني ولد في العاصمة اللبنانية بيروت، يُعد من أبرز الروائيّين اللبنانيّين الذين يكتبون بالفرنسيّة، يُدرّس الآداب الفرنسيّة في جامعة القدّيس يوسف في بيروت، وكان رئيسًا لقسم الأدب الفرنسي في جامعة القديس يوسف من 1999 إلى 2008، وهو رئيس جمعيّة «بيت الكتّاب» منذ عام 2012، ألف عدة روايات تُرجمت إلى عدّة لغات، وصدر له عن دار نوفل «سيّد المرصد الأخير»، ورواية «فيلّا النساء» التي فازت بجائزة «جان جيونيو الكبرى» عام 2015، وهي من أعرق الجوائز الأدبية في فرنسا.
أبر أعماله هو كتاب «بيروت 2020: يوميات الانهيار» باللغة الفرنسية الذي نال الجائزة الخاصة للجنة تحكيم جائزة فيمينا الأدبية الفرنسية، ينقل فيه شهاداته ومشاهداته لما حصل لمدينته بيروت وسكانها في زمن الانهيار وصولا إلى يوم الانفجار،  ويصف مجدلاني الكتاب بأنه «يوميات تصوّر الوضع الكارثي الذي كنا نعيشه في لبنان من انهيار اقتصادي وسياسي ومعنوي ثم جاء انفجار الرابع من آب ليسرّع إيقاع الأحداث ويوصل المعاناة إلى قمّتها».

## سيرته
نشر شريف ست روايات باللغة الفرنسية بين عامي 2005 و2017 وبحسب أحد النقاد فإن روايات مجدلاني «تلقى استحساناً كبيراً في العالم الفرنكوفوني ولأسباب وجيهة، حيث أن نثره المغري يتقلب ويتحول ببراعة لمطابقة المحتوى مع الشكل».
وضعت رواياته في القائمة المختصرة للعديد من الجوائز الفرنسية والفرانكوفونية المهمة، وفازت أعماله بعدة جوائز منها جائزة جان جيونو في 2015، وجائزة مويس خيرالله من جامعة ولاية كارولينا الشمالية في 2017.

## مؤلفات
صدرت له عدة أعمال أدبية منها:

### عربية
- «البيت الكبير»، رواية، دار النهار، 2008.[8]
- «سيّد المرصد الأخير»، نقلته من الفرنسية دانيال صالح، 2014.[9]
- «فيلاّ النساء»، هاشيت أنطوان، 2018.[10]
- «حياة واحتمالات»، دار مدارك للنشر، 2020.

### فرنسية
- «(بالفرنسية: Histoire de la grande maison)‏»‏، دار سوي للنشر، 2005.
- «Das Haus in den Orangengärten»‏، كناوس فيرلاغ 2007.
- «La Casa nel giardino degli aranci»‏، جيونتي 2010.
- «Το Μεγάλο Σπίτι»‏، كاستانيوتيس، 2015.
- «كارافانسيراي - (بالفرنسية: Caravansérail)‏»‏، دار سوي للنشر، 2007.
- «Ein Palast Auf Reisen»‏، كناوس فيرلاغ، 2009.
- «Moving the Palace»‏، نيو فيسل برس، 2017 (جائزة مويس خيرالله).[11]
- «(بالفرنسية: Nos si brèves années de gloire)‏»‏، دار سوي للنشر، 2012.
- «(بالفرنسية: Le Dernier Seigneur de Marsad)‏»‏، دار سوي للنشر، 2013.
- «(بالفرنسية: Villa des Femmes)‏»‏، دار سوي للنشر، 2015 (جائزة جان جيونو الكبرى، وجائزة فرنسا لبنان)
- «(بالفرنسية: L'Empereur à Pied)‏»‏، دار سوي للنشر، 2017.
- «بيروت 2020: يوميات الانهيار - (بالفرنسية: Beyrouth 2020: Journal d'un effondrement)‏»‏، أكت سود، 2020 (جائزة لجنة الحكام الخاصة بريكس فيمينا).[12]

### إنجليزية
- «بيروت 2020: انهيار حضارة - (بالإنجليزية: Beirut 2020: The Collapse of a Civilization, a Journal)‏»‏، ماونتين ليوبارد برس، 2021.

## جوائز
- جائزة فينيكس 2005، عن عمل «(بالفرنسية: Histoire de la grande maison)‏».
- جائزة تروبيك (2008)، عن عمل «(بالفرنسية: Caravansérail)‏».
- جائزة فرانسوا مورياك من الأكاديمية الفرنسية (2008)، عن عمل «(بالفرنسية: Caravansérail)‏».
- جائزة جان جيونو الكبرى [الإنجليزية] 2015 في فرنسا، عن عمل «فيلّا النساء».
- جائزة فرنسا-لبنان (2016).
- جائزة مويس خيرالله من جامعة ولاية كارولينا الشمالية (2017).